# Максименко, Семён Андреевич
Семён Андреевич Максименко — советский хозяйственный, государственный и политический деятель, Герой Социалистического Труда.

## Биография
Родился в 1910 году в селе Беленькое. Член КПСС.
Участник Великой Отечественной войны, командир транспортного отделения 1-го отдельного стрелкового батальона 76-го морской стрелковой бригады, начальник продфуражного снабжения 117-го стрелкового полка 23-й стрелковой дивизии. С 1946 года — на хозяйственной, общественной и политической работе. В 1946—1968 гг. — председатель колхоза имени Ильича Верхне-Хортицкого района Запорожской области
Указом Президиума Верховного Совета СССР от 26 февраля 1958 года присвоено звание Героя Социалистического Труда с вручением ордена Ленина и золотой медали «Серп и Молот».
Умер в Беленьком до 1985 года.